# Bagdád
Bagdád (arabsky بغداد‎) je hlavní město Iráku a provincie Bagdád. Po Teheránu je to druhé největší město jihozápadní Asie. Je situováno podél řeky Tigris v centrální části země. V roce 2020 se počet jeho obyvatel odhadoval na 7,2 milionu, což je asi 22% populace země. Rozkládá se na ploše přibližně 673 kilometrů čtverečních.  Kromě centrálních úřadů a velvyslanectví zde sídlí i početné ekonomické a kulturní instituce, jako např. Irácké národní muzeum. Bagdád je hlavní centrum islámské historie, takže tu najdeme mnoho historických mešit, mnoho kostelů, mandis a synagog. Je domovem univerzity Mustansiriya, jedné z nejstarších univerzit, a šíitské mešity Masjid al-Kādhimayn, kterou každoročně navštíví miliony šíitských poutníků. Bagdád je také známý jako „Město paláců“.

## Poloha
Bagdád leží v ploché krajině středního Iráku na řece Tigridu v nadmořské výšce 34 m v oblasti Levanty.Růstu města napomohla jeho vynikající poloha, založená minimálně na dvou faktorech: mělo kontrolu nad strategickými a obchodními cestami podél Tigridu a v suchém iráckém klimatu mělo dostatek vody.  Ze západu, severozápadu a z východu jej obklopuje poušť. Další větší města arabského světa jsou od Bagdádu vzdálena stovky kilometrů; Kuvajt 652 km, Damašek 750 km, Ammán 800 km, Bejrút 830 km, Jeruzalém 875 km, Manáma 1141 km, Káhira 1290 km, Rijád 1300 km, Dauhá 1451 km, Abú Zabí 1851 km, Maskat 2262 km, Saná 2585 km.

## Klima
Podnebí je pouštní, kontinentální s výraznými teplotními rozdíly mezi dnem a nocí. Průměrná roční teplota je 22°C, pohybuje se od 9°C v lednu po 34°C v červenci; roční úhrn srážek dosahuje pouze 155mm; rekordy dosahují nejméně 37 mm a nejvíce přes 330 mm. V zimě se teploty pohybují mezi 16 a 19°C. Mrzne jen výjimečně, několikrát do roka. V roce 2008 v Bagdádu poprvé po sto letech sněžilo, další sníh se opakoval v roce 2020.
Letní teploty v Bagdádu jsou jedny z nejvyšších na celé planetě. Často atakují bezmála 50°C, v noci zřídka klesají pod 30°C. Vlhkost je velmi nízká a obvykle je nižší než deset procent. V létě se běžně vyskytují písečné bouře (až 20 dní v roce), které většinou postupují ze západu směrem na východ.

## Název
Jméno Bagdád je předislámské a jeho původ je sporný. Arabští učenci si uvědomovali předislámský původ tohoto jména a proto hledali jeho kořeny ve střední perštině. Navrhovali jeho různé významy, z nichž nejobvyklejší bylo „Uděleno Bohem“ nebo "Boží dar". Místo, kde leží město Bagdád, bylo osídleno po tisíciletí. Archeologické důkazy dokazují, že místo, kde leží, bylo osídleno různými národy dlouho před arabským dobytím Mezopotámie v roce 637 n.l. V okolí města mělo svoje hlavní města umístěno několik starověkých říší.

## Dějiny

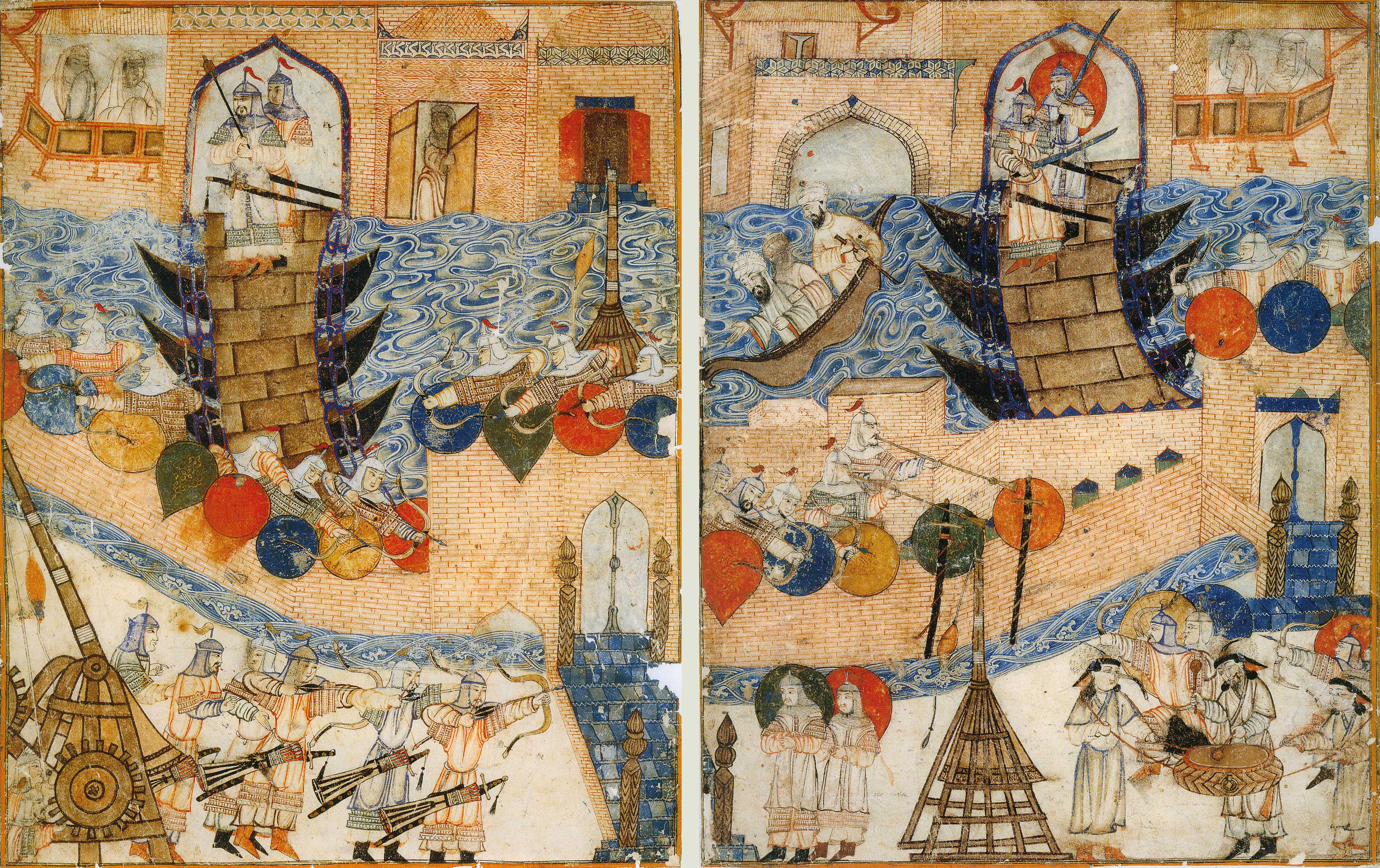
Dobývání Bagdádu Mongoly v roce 1258

Bagdád založil na levém břehu Tigridu roku 762 chalífa al-Mansúr z abbásovské dynastie, který sem přenesl své sídlo z Damašku. Město s charakteristickým kruhovým půdorysem se záhy stalo jedním civilizačních center tehdejšího světa a důležitou obchodní křižovatkou mezi Indií, Persií a Evropou. Bylo obehnáno dvěma řadami zdí, jeho průměr činil cca 2600 metrů. Během čtyř let vznikly základní stavby ve středu města. V Bagdádu, nazývaném tehdy Madínat as-Salám („Město míru“), žilo podle některých odhadů okolo 11. století až na milion obyvatel. Bagdád stal centrem učení a obchodu v 8.a 9. století. Město vyrostlo v bezkonkurenční intelektuální centrum vědy, medicíny, filozofie a vzdělání. Baytul-Hikmah neboli „Dům moudrosti“ patřil k nejznámějším akademiím a v polovině 9. století měl největší výběr knih na světě. Během tohoto období byly v Bagdádu založeny čtyři velké knihovny. Mnozí z abbásovských chalífů byli patrony vzdělanosti a rádi sbírali starověkou i současnou literaturu. Bagdád byl také významným centrem islámského náboženského učení.
Nejslavnější období města za chalífy Hárúna ar-Rašída dodnes připomínají příběhy Tisíce a jedné noci. Konec pozice Bagdádu jako centra arabského světa přišel 10. února 1258, kdy jej vyplenilo mongolské vojsko chána Hülegüho, kdy přišlo o život okolo 250 000 lidí.  Mnoho čtvrtí bylo zničeno požárem, obléháním nebo rabováním. Mongolové zmasakrovali většinu obyvatel města, včetně chalífy Al-Musta'sima. Kanály a hráze tvořící městský zavlažovací systém byly také zničeny. Z této rány se město již nevzpamatovalo a upadlo do postavení provinčního centra. Znamenalo to konec zlatého islámského věku.
Doba od 10. do 16. století bylo pro Bagdád obdobím stagnace a invaze.V srpnu 1393 Bagdád obsadil středoasijský turkický dobyvatel Timur. Znovu pak město vyplenil r. 1401. Bagdád se stal provinčním hlavním městem ovládaným mongolskými dynastiemi. 
Od roku 1534 do roku 1921 náležel Bagdád k Osmanské říši. Během několika staletí turecké nadvlády bylo město zasaženo epidemiemi moru a cholery. V turecké administrativní soustavě bylo střediskem vlastního vilájetu. V 18. století jej řídil Hasan Paša, který byl jmenován jako jeho správce přímo Turky. Město (spolu s regionem) nicméně po jistou dobu vystupovalo značně autonomně. Jeden z jeho nástupců (Büyük Süleyman Paša) se později zasloužil o modernizaci Bagdádu. Během reforem tanzimatu v druhé polovině 19. století získalo vlastní samosprávu (magistrát).
V roce 1900 mělo zhruba sto čtyřicet tisíc obyvatel. Po první světové válce se stalo hlavním městem Iráckého království, zprvu pod britskou správou, později nezávislého. Ještě než Irák vyhlásil nezávislost v roce 1932 však Britové stihli zbudovat v Bagdádu řadu staveb a připravit plány pro budoucí rozvoj města.
Dramatický růst a rozvoj zaznamenal Bagdád v 70. letech 20. století. Tehdy už Bagdád dosáhl mety jednoho milionu obyvatel. Díky příjmům z prodeje ropy Irák značně zbohatl, díky čemuž bylo možné realizovat řadu infrastrukturních staveb. Vznikl tak moderní vodovod, silnice i dálnice. V blízkosti starého Bagdádu vyrostla satelitní města. I přesto však město trpělo palčivým nedostatkem bytů.[zdroj?] Období prosperity a rozvoje skončilo v osmdesátých letech.
Konec 20. a začátek 21.století byl v Iráku dějištěm několika ozbrojených konfliktů.
V Íránsko-irácké válce v letech 1980 - 1988 napadl Irák íránská ropná pole. Tato válka byla pro Bagdád těžkým obdobím. O život v ní přišlo tisíce obyvatel. Saddam Hussein dával do této války mnoho peněz, které mohly být použity na mírové účely. Írán tehdy útočil na Bagdád raketami. Byla to odveta za irácké bombardování teheránských obytných čtvrtí.
V r. 1990 napadl Hussein Kuvajt, za což byl odsouzen OSN.
Ve válce v Zálivu v r.1991 bojovala proti Iráku koalice, vedená USA. V koalici byl dále Egypt, Francie, Saúdská Arábie a Spojené království. Saddám byl vytlačen z Kuvajtu a na Irák byly uvaleny zničující sankce. Krátce po skončení války v roce 1991 vedli iráčtí Kurdové a šíitští muslimové povstání proti režimu. Bagdád byl také dějištěm střetů mezi šíitskými rebely a Republikánskou gardou vedenou Qusay Husseinem, synem Saddáma Husseina.
V březnu 2003 začala tzv. "Operace Irácká svoboda", jak ji nazvaly USA, které ji vedly. Kromě Američanů se jí zúčastnily jednotky z Austrálie, Polska a Spojeného království. Tehdejší americký prezident George W. Bush řekl, že cílem operace je „zbavit Irák zbraní hromadného ničení, ukončit teroristickou vládu Saddáma Husajna a osvobodit irácký lid“. Koaliční síly podnikly masivní letecké útoky a 9. dubna dobyly Bagdád.  Po pádu Bagdádu vláda Saddáma Husajna skončila. Na náměstí Firdous byla symbolicky svržena socha tohoto diktátora. Válka, která oficiálně skončila v roce 2011, způsobila obrovské škody na bagdádské dopravní, energetické a hygienické infrastruktuře. V letech 2006 - 2008 probíhala také irácká občanská válka, známá pod názvem První irácká občanská válka, což byla válka mezi šíitskými milicemi a sunnitskými povstalci.
Další válka v Iráku, v letech 2014–2017, byl ozbrojený konflikt mezi Irákem a jeho spojenci a Islámským státem. Tato válka časem přerostla v rozsáhlou občanskou válku. Válka skončila vítězstvím Iráku nad Islámským státem.

## Obyvatelstvo
Drtivá většina obyvatel města jsou Arabové. Zastoupena je také kurdská komunita a poté menší skupiny národností Blízkého východu, jako Turkmeni , Asyřané a Arméni. Na začátku 21. století migrovalo do Bagdádu asi 1,5 milionu lidí.  Válka v letech 2013–2017 po invazi Islámského státu v roce 2014 způsobila, že do města uprchly statisíce vnitřně vysídlených Iráčanů.
V roce 1948 čítalo židovské obyvatelstvo přibližně 150 000 lidí. Tato tradiční židovská komunita do značné míry emigrovala po r. 1948 do státu Izrael. V Bagdádu dnes žije odhadem jen asi 160 Židů, především ve starých židovských čtvrtích Bataween a Shorja , které byly kdysi domovem živé židovské komunity.

### Náboženství
Většinu občanů tvoří muslimové. Jsou zde však i menšiny křesťanů, Jezídů, Židů a Mandejců. Město má historicky převážně sunnitskou populaci, ale začátkem 21. století tvořili asi 52 % obyvatel města iráčtí šíité. Sunnitští muslimové tvoří 29–34 % irácké populace. Asi 20 procent obyvatel města se narodilo ve smíšených manželstvích mezi šíity a sunnity.  Po občanské válce mezi sunnitskými a šíitskými milicemi během okupace Iráku se populace sunnitů výrazně snížila, protože museli z některých čtvrtí odejít.  Dnes je většina čtvrtí buď zcela sunnitská, nebo zcela šíitská.
Před válkou v Iráku v roce 2003 žilo v Bagdádu více než 300 000 křesťanů. Žili hlavně ve čtvrtích al-Karrada a al-Dora. Křesťanská komunita v Bagdádu je rozdělena mezi různé denominace, především chaldejskou katolickou církev a syrskou katolickou církev. Chaldejská katolická církev má v Bagdádu své sídlo.  Významná je také přítomnost stoupenců Asyrské církve Východu a Syrské pravoslavné církve. Jsou zde i arménské apoštolské a protestantské komunity.
Město bylo historicky domovem více než 60 židovských synagog, hřbitovů a svatyní. Stav těchto zařízení se však po válce v r. 2003 zhoršil a zůstalo pouze několik míst, které jsou dodnes aktivní. Mezi ně patří např. synagoga Meir Taweig a židovská budova Al-Habi.

## Architektura
Centrum města bylo v 8.stol. postaveno ve tvaru kruhu. Toto centrum zaniklo v důsledku mongolského vpádu v r. 1258. Základní rámec města tvořily dva velké půlkruhy o průměru asi 19 km. Vnitřní město, které je spojuje, bylo postaveno ve tvaru kruhu o průměru asi 2 km, a proto se mu říká „kulaté město“. Toto centrum bylo obklopeno čtyřmi masivními zdmi, vysokými 30 m. V každé zdi byla brána, která měla dvojité železné dveře, které byly tak těžké, že je muselo otvírat a zavírat několik mužů. Ve městě bylo mnoho parků, zahrad, vil a promenád. Také zde bylo mnoho fontán a veřejných lázní. Na rozdíl od evropských měst té doby byly ulice často umývány a čištěny od odpadků. V Bagdádu bylo v době chalífy Hárún ar-Rašída (vládl v letech 786 - 809) několik tisíc lázní, tzv. hammamů. Tyto koupele zvyšovaly veřejnou hygienu a omývání se v nich provádělo tak, jak předepisuje islám. Vstupné bylo většinou nízké, takže koupel si mohl dovolit téměř každý. V centru města byla mešita a velitelství stráží. Účel nebo využití zbývajícího prostoru v centru není známo.
Kruhový tvar města byl typický způsob stavby měst na Blízkém východě. Sásánovské město Gur ve Fars , postavené 500 let před Bagdádem, je také postaveno ve tvaru kruhu. Ulice, vládní budovy a chrámy byly umístěny ve středu města. Kruhová města však existovala v Syro-Mezopotámii mnohem dříve. Takto byl v Syrii postaven např. Mari, starověký semitský městský stát. Archologický průzkum potvrdil, že také Tell Chuera a Tell al-Rawda v Syrii byla takto postavena už v době bronzové . Tento způsob stavění měst se lišil od starověkého řeckého a římského stavitelství ve kterém jsou města postavena ve tvaru čtverce nebo obdélníku s ulicemi, které se vzájemně protínají v pravých úhlech.
V srdci Bagdádu, na centrálním náměstí, byl palác Golden Gate, sídlo chalífy a jeho rodiny. Ve střední části paláce byla zelená kupole vysoká 48 metrů. Palác obklopovala nábřežní budova a promenáda, na kterou mohl přijet pouze chalífa na koni.
Bagdád byl přes den hektickým městem a i v noci tam bylo mnoho atrakcí. Byly tam kabarety a taverny, sály pro vrhcáby a šachy, živá představení, koncerty a akrobati. Na rozích ulic byli vypravěči příběhů.

### Současnost
Nyní tvoří panoráma města ulice, uličky a náměstí, kde je velké množství orientačních bodů, jako např.

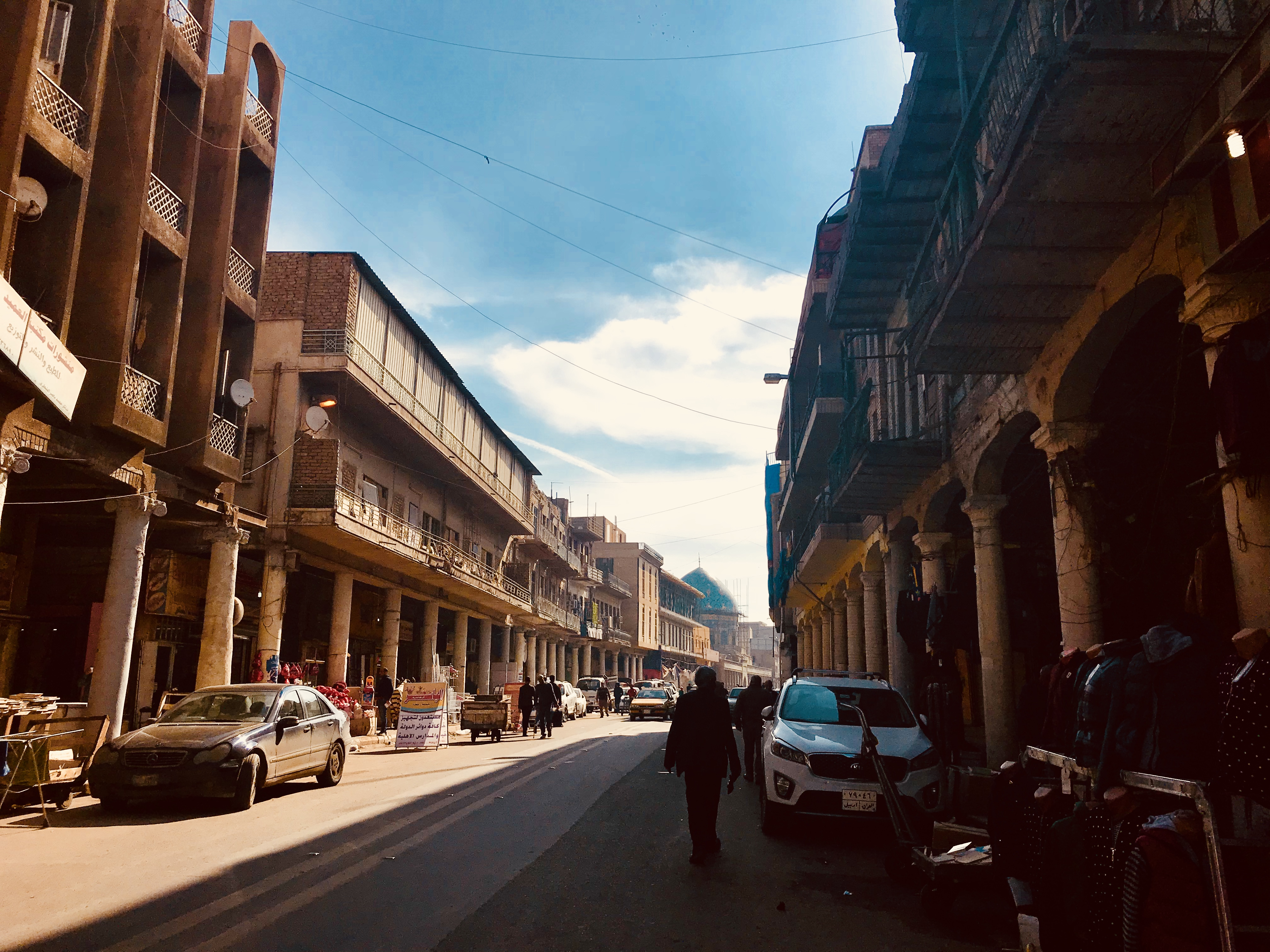
Ulice Al-Rasheed

- Grand Festivities Square[11] -  hlavní náměstí, kde se konají veřejné oslavy. Na tomto náměstí jsou také tři významné památníky: Al-Shaheed Monument - Památník mučedníků, Vítězný oblouk a Pomník neznámého vojína.

- Dále Masjid Al-Kadhimain[12] - svatyně, která se nachází na předměstí Kādhimayn.
- A'dhamiyyah[13] - převážně sunnitská oblast s mešitou Abu Hanifa.
- Historické židovské čtvrti Bataween[14] a Shorja[15] jsou domovem mnoha míst, která jsou spojena s Židy: synagoga Meir Taweig, Daniel Market, hřbitov Al-Habibiyah atd.

Jednou z nejvýznamnějších památek v Bagdádu je ulice Al-Rasheed Street. Ulice se nachází v oblasti al-Rusafa a je uměleckým, intelektuálním a kulturním centrem mnoha Bagdáďanů. Je zde mnoho nočních klubů a prominentních divadel, např. Crescent Theatre.  Najdeme zde také slavné a známé památky, včetně starověké mešity Haydar-Khana. Jsou zde i známé kavárny jako al-Zahawi Café a Brazilian Café .
Mutanabbi Street se nachází v blízkosti staré čtvrti Bagdádu, poblíž ulice Al-Rasheed. Je to historické centrum plné knihkupectví a venkovních knižních stánků. Ulice byla pojmenována po iráckém básníkovi Al-Mutanabbi z 10. století . O této ulice se říká, že je to srdce a duše bagdádské kultury.

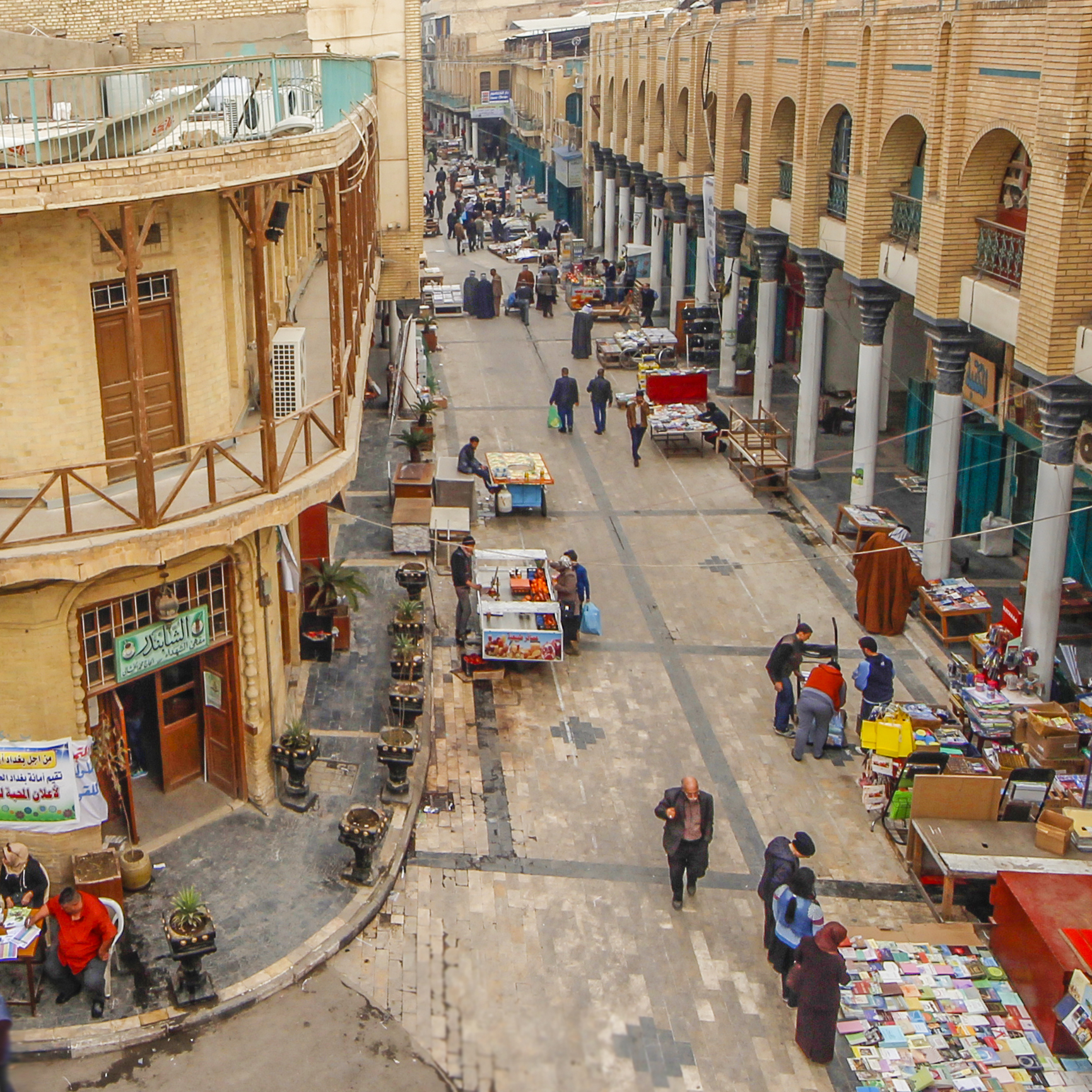
Ulice Al-Mutanabbi

Na náměstí Firdos se nacházejí dva z nejznámějších hotelů v Bagdádu, Palestine Hotel a Sheraton Ishtar, což jsou nejvyšší budovy ve městě. Na tomto náměstí byla socha Saddáma Husajna, která byla stržena během invaze do Iráku v roce 2003.
Qushla nebo Qishla je náměstí a historický komplex ve čtvrti al-Rusafa na břehu řeky Tigris. Místo a jeho okolí je místem, kde najdeme významné pamětihodnosti Bagdádu, od ulice Mutanabbi, paláce a mostů z Abbásovské éry, mešit z osmanské éry až po univerzitu Mustansariyah Madrasa. Za osmanské éry byla na tomto náměstí kasárna.  Dnes je to místo, kde občané Bagdádu tráví volný čas. Na náměstí je ikonická věž s hodinami, kterou městu daroval anglický král Jiří V. Celá oblast je zařazena do předběžného seznamu světového dědictví UNESCO.
V Bagdadu je též zoologická zahrada (Baghdad Zoo), která bývala největší zoo na Blízkém východě. Během osmi dnů po invazi v roce 2003 však přežilo pouze 35 z 650 zvířat v zařízení.  Bylo to v důsledku krádeží některých zvířat hladovými obyvateli a nutností nakrmit hladová zvířata v klecích. Ochránce přírody Lawrence Anthony a někteří zaměstnanci zoo se o zvířata starali a krmili masožravce osly, které si koupili na místě. Nakonec Paul Bremer, který byl po invazi v Iráku ředitelem prozatímního koaličního úřadu, nařídil ochranu zoo a najal americké specialisty, aby pomohli zařízení znovu otevřít. Součástí zoologické zahrady je také park Al-Zawraa, který je hlavním městským parkem. 

## Ekonomika
Bagdád je obchodní a finanční centrum Iráku, kde žije 22 % populace a vytváří 40 % iráckého HDP.  Spojuje obchodní cesty mezi Tureckem, Sýrií, Indií a jihovýchodní Asií. Jsou zde vládní instituce a státní podniky, klíčové zdroje zaměstnanosti. V Bagdádu najdeme i sídla důležitých společností Iráku, jako je Iraq National Oil Company , Státní organizace pro marketing ropy a Iraqi Airways. Bagdád je také domovem velkých pojišťovacích společností, bank  a nadnárodních společností, které si zde založily svou regionální základnu. Je tu také irácká burza cenných papírů, která byla založena v roce 1992. 
Cestovní ruch se v důsledku válek snížil, ale v posledních letech město zaznamenalo v této oblasti oživení. Náboženský cestovní ruch v Bagdádu od roku 2003 roste. Turisté přijíždějí převážně z Turecka , Francie a Indie. Z náboženských důvodů město ročně navštíví kolem 1 milionu lidí. Poutníci jsou šíitští i sunnitští muslimové.
Ve městě jsou továrny na koberce, kůži a textil , dílny, cementárny a tabákové továrny. Vyrábí se široká škála spotřebního a průmyslového zboží: potraviny a nápoje, oděvy, obuv, dřevěné výrobky, nábytek, papír, cihly, chemikálie, plasty, elektrická zařízení a kovové i nekovové výrobky.
V zemědělství je důležité pěstování datlí – ve městě se rozprostírají palmové háje.
V provincii Bagdád i na dalších místech Iráku se nalézá nerostné bohatství. Důležitá je těžba ropy. Na okraji Bagdádu je velká ropné rafinérie v Dourá, která je 3. největší v Iráku - její produkce přesahuje 200 000 barelů (32 000 m3 ) za den.
Velká pozornost je věnována obnově a opravě vážně poškozené městské infrastruktury.

## Životní prostředí
V rychle rostoucím městě je zastaralý průmysl a na ochranu životního prostředí není dostatek prostředků. Znečištění způsobuje vypouštění odpadních vod, výfukové plyny a nedostatečná úroveň třídění odpadu. V mezinárodním srovnání kvality života je Bagdád na velmi nízké pozici.

## Doprava
Veřejnou dopravu ve městě zajišťují veřejné i soukromé autobusy. Veřejná doprava je na nízké úrovni a tak jsou taxíky hlavními dopravními prostředky ve městě. Silnice jsou často ucpané. Oblíbeným způsobem dopravy je lodní doprava po řece. Před válkou v Iráku se uvažovalo o výstavbě metra. 
Bagdád je napojen na silniční i dálniční síť Iráku. Město obchází jihozápadním směrem dálnice M1. Vede sem rovněž železnice. Spojení se světovými destinacemi i arabským světem zajišťuje Mezinárodní letiště Bagdád.

## Slavní rodáci
- Fajsal II. (1935–1958), poslední irácký král v letech 1939–1958, zavražděn při státním převratu[22]
- Zaha Hadid (1950–2016), irácko-britská architektka a malířka[23]
- Ahmed Rází (1964–2020), bývalý irácký profesionální fotbalista[24]

## Partnerská města
- Ammán, Jordánsko (1989)
- Bejrút, Libanon
- Denver, Spojené státy americké
- Dubaj, Spojené arabské emiráty
- Káhira, Egypt (1978)
- Londýn, Spojené království
- Praha, Česko
- Řím, Itálie
- Saná, Jemen (1989)
- Tokio, Japonsko
- Washington, D.C., Spojené státy americké

## Galerie

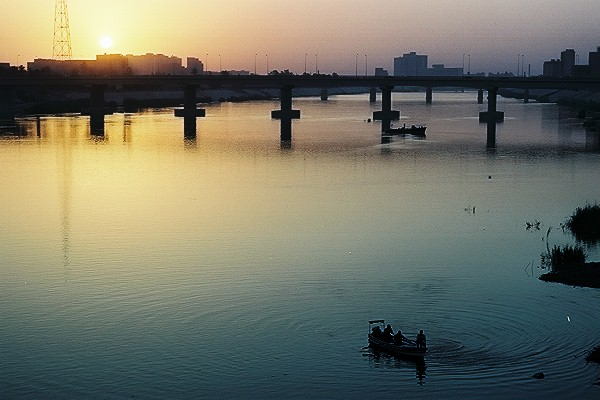
Most na řece Tigridu
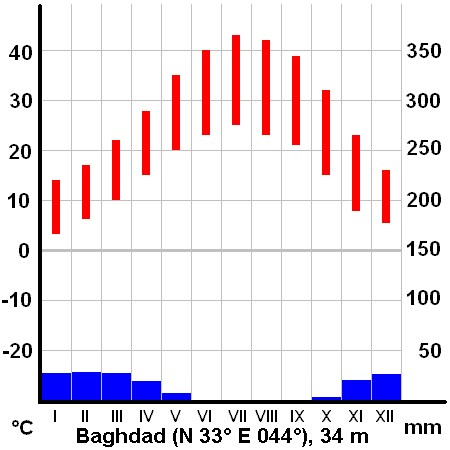
Průměrné měsíční teploty a úhrny srážek
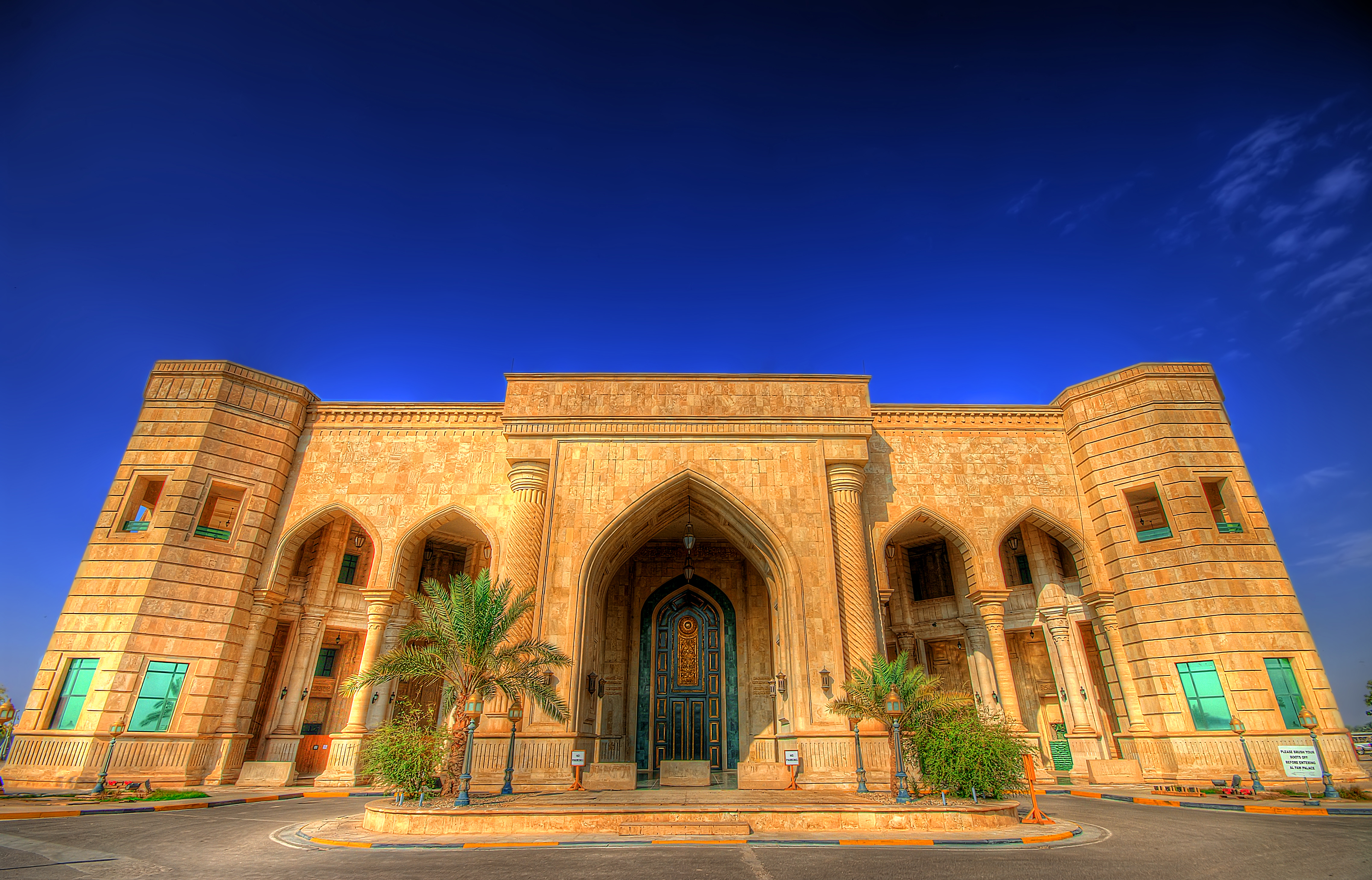
Palác Al-Faw
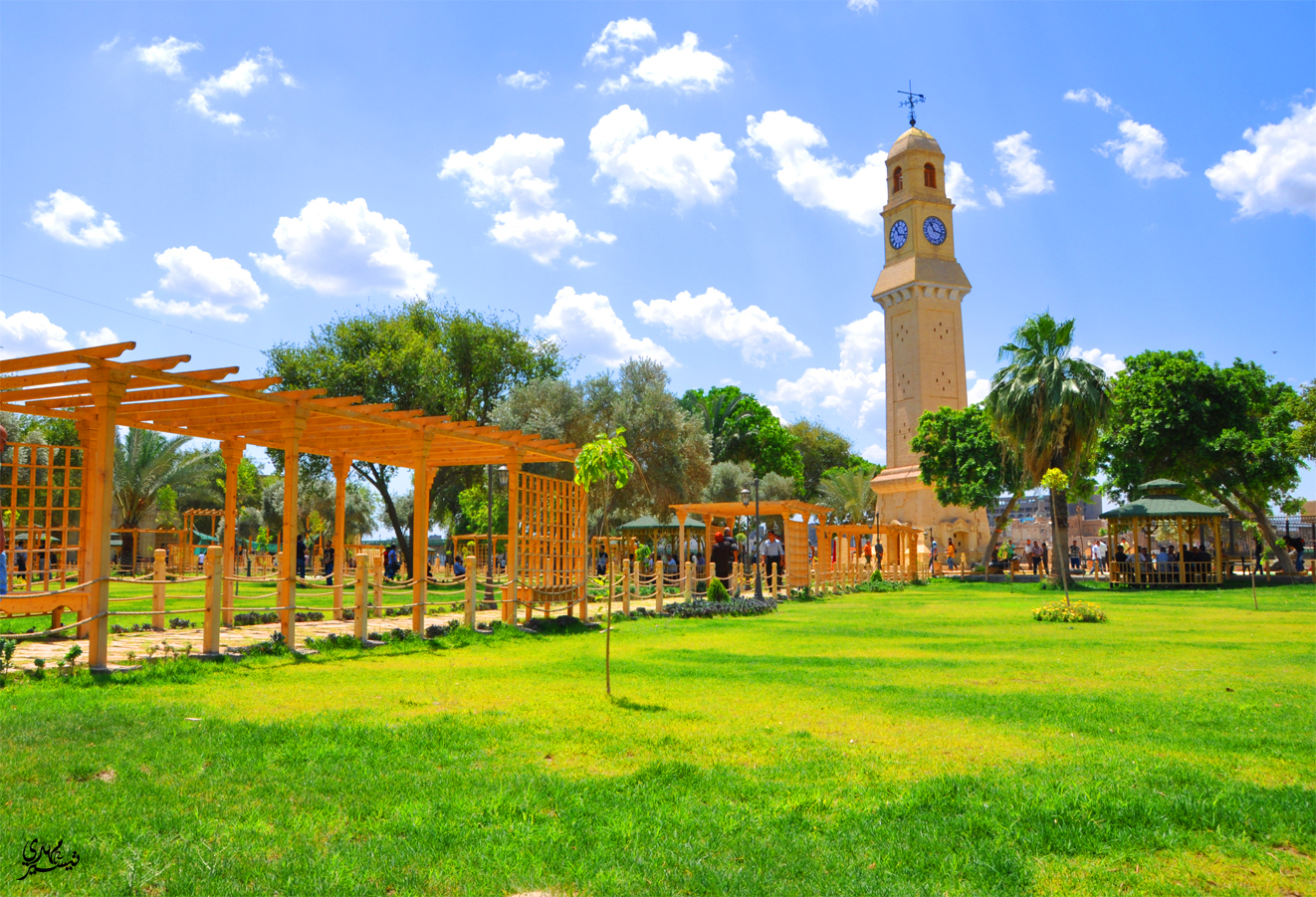
Náměstí Quashla